# 下袍鼠屬
下袍鼠屬（下袍鼠）(Delomys)，哺乳綱、囓齒目、鼠科的一屬，而與下袍鼠屬（下袍鼠）同科的動物尚有蕪鼠屬（蕪鼠）、巴塔戈尼亞灰鼠屬（掘土灰鼠）、色鼠屬（傑氏色鼠）、灰鼠屬（灰鼠）等之數種哺乳動物。

## 下属分类
本科包括以下属：
- Delomys altimontanus Gonçalves & Oliveira, 2014
- Delomys dorsalis (Hensel, 1873)
- Delomys sublineatus (Thomas, 1903)